# Strekpoot

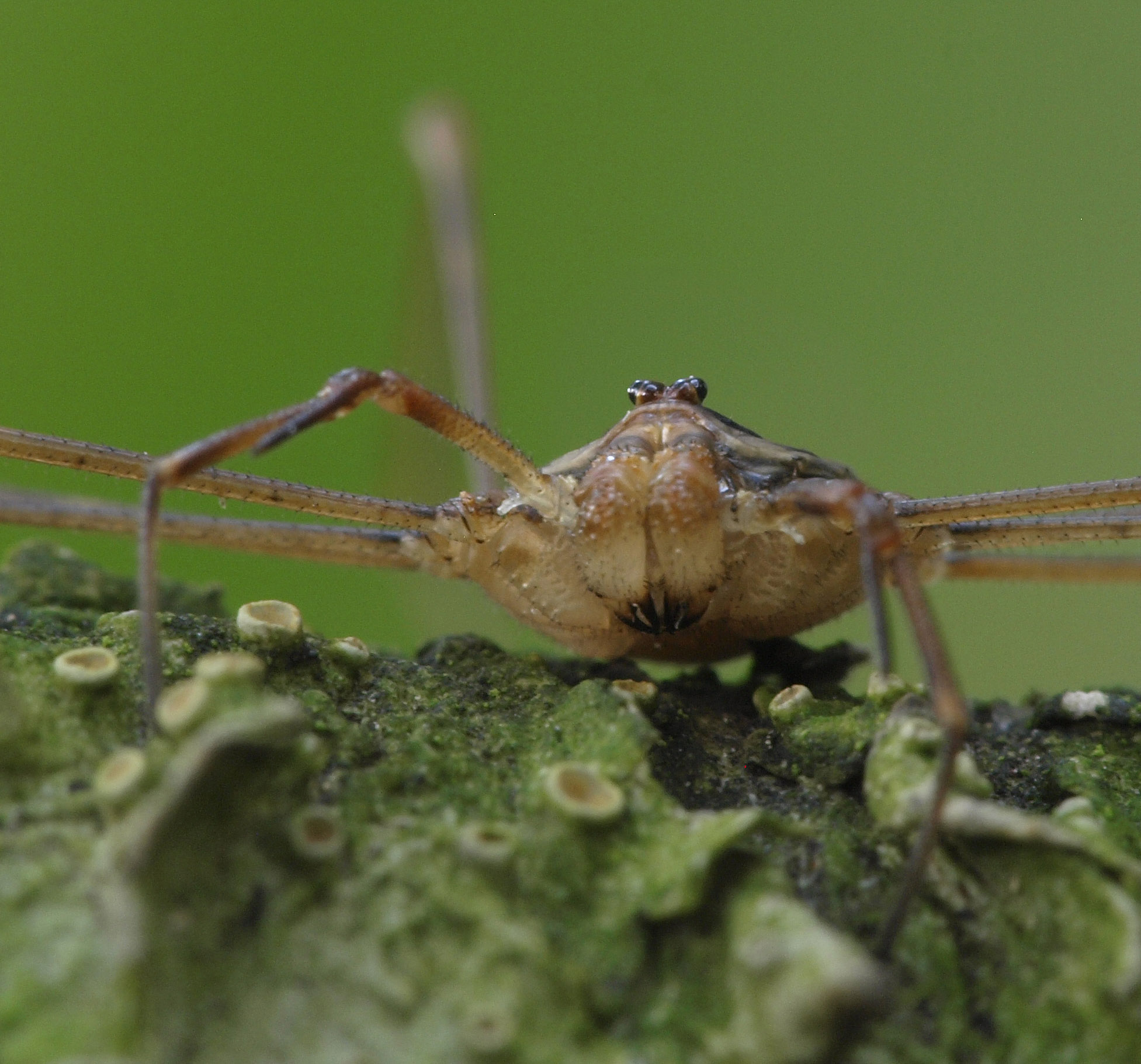
Mannetje van voren

De strekpoot (Dicranopalpus ramosus) is een hooiwagen uit de familie Phalangiidae.
De mannetjes worden tot 4 mm, de vrouwtjes tot 6 mm groot (poten niet inbegrepen). De poten zijn zeer lang (tot 5 cm) en smal. De soort werd pas ontdekt in 1909 in Marokko. Vanuit daar verspreidde deze hooiwagen zich al snel. De soort bereikte Nederland in 1992 en werd in 1992-93 gezien in Weesp, Amsterdam, Hilversum en Utrecht. Intussen komt deze hooiwagen in het hele land voor.
De naam strekpoot komt van het zijwaarts gestrekt houden van de poten in rusthouding, de wetenschappelijke naam slaat op de tweetakkige tasters. Bij de vrouwtjes zijn deze tasters wat dikker en behaarder dan bij de mannetjes.